# Miconic 10
Miconic 10，是由升降機製造商迅達於1995年發明的一款升降機分配系統。

## 系統構造

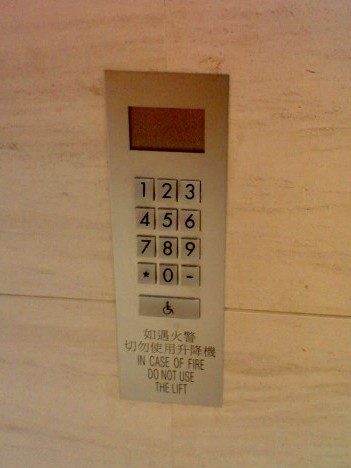
在每一層站設置的樓層選擇器

傳統升降機為每層只設有上落按钮，但是這系統是在升降機的每一層站設置樓層選擇器（九宮格鍵盤），故升降機能夠預知乘客要前往的樓層，從而加快整個升降機系統的運作效率。
由於系統已知乘客要前往的樓層，故機箱內均一律不設任何樓層按鈕，只有開關門按鈕（但亦設有供消防員使用的樓層選擇器，平日上鎖）。
而在改進型號-PORT系統中，樓層選擇器改為輕觸式屏幕，亦可透過迅達開發的手機應用程式召喚升降機。在專為騰訊濱海大廈設計的PORT系統中，由於樓層選擇系統已整合至認可微信賬戶，因此機外的樓層選擇器亦被取消。

## 優點
由於系統能夠預知乘客要前往的樓層，能有效地省去不必要的停站及分配人流，故能夠加快整個升降機系統的運作。
同時，此模式下原則上只有同機搭客知道互相要前往之樓層分佈，故盡可能保障乘客私隱，減少被不肖份子跟蹤以至非禮、搶劫等不軌行為。

## 缺點
由於這升降機系統不是所有地方均有使用，因此仍會有不少的人會不懂使用，故不適合應用在一些訪客量高的地方（例如：政府合署）。另外，在早期的系統中，即使同一層有太多人使用，仍只分配一部升降機，如在午饍等用梯高峰時段，可能需要輪候較長時間才能從樓層到達地下。

## 使用例子
以下只列舉少量使用例子

### 台灣

#### 辦公大樓
- 三立電視台
- 聯聚中雍大廈

### 新加坡
- 濱海灣金融中心
- 萊佛士碼頭一號

### 香港

#### 辦公大樓
- 太古坊
  - 德宏大廈（23-29樓，香港首個安裝地點）
  - 林肯大廈
  - 康橋大廈
  - 港島東中心
- 朗豪坊辦公大樓
- 太古廣場三座
- 交易廣場三期
- 數碼港
- 環球貿易廣場（採用PORT系統）
- 友邦廣場
- 英皇道1063號
- 怡和大廈
- 百佳商業中心
- 城東誌
- 置地廣場的公爵大廈、約克大廈
- 太子大廈
- 歷山大廈
- One Bay East（採用混合式顯示屏）
- Victoria Dockside（採用PORT系統）

#### 住宅
香港目前只有部分由信和集團發展的住宅項目有使用此系統。
- 藍灣半島（香港首個住宅安裝地點）
- 海典軒
- 蔚藍灣畔

### 中國大陆

#### 北京
- 民生金融中心

#### 上海
- 明天廣場
- 上海白玉兰广场（採用PORT系統）

#### 成都
- 汇日·央扩国际广场
- 航天科技大廈
- 泰豐國際廣場
- 睿东中心B座（採用PORT系統）

#### 南京
- 紫峰大廈

#### 深圳
- 平安金融中心（僅辦公室升降機，採用PORT系統，不包括穿梭升降機、觀景台及其中三台辦公室升降機）
- 騰訊濱海大廈（採用與騰訊合作開發的特別版PORT系統，必須使用員工已綁定的微信賬號召喚升降機）
- 深圳灣一號T7座（僅辦公室升降機，採用PORT系統）

#### 广州
- 万菱广场（更新改造后採用PORT系統）
- 粤海金融中心